# 蛍 (b-flowerの曲)
「蛍」（ほたる）は、日本のネオアコ・バンドであるb-flowerの8thシングル。1997年10月16日に東芝EMIより発売。カップリングとして、バンドのアレンジによる 佐野元春の「約束の橋」のカバーが入っている。

## 収録曲
1. 蛍 (3:47)
  - 作詞／八野英史、作詞／宮大、編曲／b-flower
  - 7th アルバム『b-flower』からの 2nd シングルカット。
  - 「やる瀬ない絶望を解き放つ光や風や空や草の情景を、わびさびの心で綴ったまさに名曲」（ROCKIN'ON JAPAN ）[1]
2. 約束の橋 [Muddy Dry Fish Mix] (7:28)
  - 作詞・作曲／佐野元春、編曲／細海魚
  - トリビュート盤『BORDER - A Tribute to Motoharu Sano -』へは、オリジナル・アレンジで参加した。
3. 蛍 [Instrumental] (3:46)

## 備考
- 2010年現在、CD は廃盤だが、iTunes Store で配信販売されている。